# レイ・オリバー
- レイモンド・オリバー
- レイモンド・オリヴィエ

レイ・オリバー（英語: Ray Olivier）ことレイモンド・ジョン・ヘンリー・オリバー（英語: Raymond John Henry Olivier、1958年9月21日 - ）は、イングランド出身の元サッカー審判員。

## 来歴
バーミンガム郊外のサットン・コールドフィールド出身。1980年より審判業を始める。1993年からフットボールリーグ副審、のちにプレミアリーグでも副審を務めた。1998年よりフットボールリーグ主審。2001年のFAトロフィー準決勝で主審を務めた。
2010年にイングランドサッカー協会 (FA) を退職。イングランドプロ審判協会 (PGMOL) での活動を経て、2018年より日本サッカー協会審判委員会副委員長に就任。メディアではJリーグの公式番組・Jリーグジャッジリプレイ（DAZN・Jリーグ公式Youtubeチャンネル配信）に不定期に出演。その週の試合で起きた判定に対してのサポーターからの疑問・質問に答えている。
2020年度末で日本での常勤活動は終了したが、引き続き日本プロサッカーリーグ（Jリーグ）審判アドバイザーとして活動している。